# Epicrionops parkeri
Epicrionops parkeri är en groddjursart som först beskrevs av Dunn 1942.  Epicrionops parkeri ingår i släktet Epicrionops och familjen Rhinatrematidae. IUCN kategoriserar arten globalt som otillräckligt studerad. Inga underarter finns listade i Catalogue of Life.